# Соммарс, Джули
Джули Соммарс (англ. Julie Sommars, род. 15 апреля 1942) — американская актриса.

## Жизнь и карьера
Родившаяся во Фремонте, Небраска, Соммарс выиграла премию «Золотой глобус» за свою роль в комедийном телесериале «Губернатор и Джей Джей» в 1970 году.
Хотя её карьера охватывает три десятилетия и более семидесяти ролей на экране, Соммарс наиболее известна по сериалу «Мэтлок» (1987—1994), за который она номинировалась на премию «Золотой глобус» за лучшую женскую роль второго плана на телевидении в 1990 году. На большом экране она известна по роли в коммерчески успешном фильме 1977 года «Ограбление в Монте-Карло».
Соммарс была замужем четырежды и имеет троих детей от второго брака.